# Kuki Gallmannová
Kuki Gallmannová (1. června 1943 Treviso) je italsko-keňská spisovatelka a ochránkyně přírody.

## Život
Gallmannová se narodila jako dcera italského spisovatele a horolezce Cina Boccazziho a vystudovala politologii v Padově. V roce 1972 ae odstěhovala se svým manželem a synem do Keni a později přijala keňské občanství. Rodina zakoupila velkou farmu na keňském pobřeží. V roce 1980 spisovatelce zemřel manžel při autonehodě a o tři roky později i syn po uštknutí hadem. V roce 1984 Gallmannová založila nadaci Gallmann Memorial Foundation, která usiluje o ochranu životního prostředí a zvířat v Keni. Svou farmu autorka přeměnila na přírodní rezervaci Laikipia Nature Conservancy o rozloze 400 km², kde provozuje ekoturistiku. Gallmannová žije se svou dcerou v Laikipii ve střední Keni.
Gallmannová se několikrát stala terčem útoků. 29. března 2017 jí vyhořel ranč Mukutan Retreat v parku Laikipia. Podezřelí jsou chovatelé dobytka, kteří v Keni mají konflikty s majiteli půdy. 23.  dubna 2017 byla Gallmannová vážně zraněna střelou do břicha a byla letecky převezena do Nairobi. Pachatelé zůstali neznámí.
Gallmannová napsala několik knih, které byly přeloženy do 21 jazyků. Její autobiografie Snila jsem o Africe byla v roce 2000 zfilmována s Kim Basingerovou.